# 하세가와 준 (1985년)
하세가와 준(일본어: 長谷川 純, 1985년 10월 29일 ~ )은 일본의 배우, 탤런트이다.
도쿄도 출신. STARTO ENTERTAINMENT 소속.

## 약력
- 1998년 5월 2일, 쟈니즈 사무소에 입소. 쟈니즈 Jr.의 버라이어티 프로그램 《8시다 J》 (TV 아사히)의 쟈니즈 Jr. 신 멤버 모집 기획에서 뽑혔다. 그 해, 키무라 타쿠야 주연의 드라마 《잠자는 숲》 (후지 TV)에 출연.
- 2001년에 《Four Tops》를 결성해, 카자마 슌스케, 이쿠타 토마, 야마시타 토모히사와 함께 활동했다.
- 2001년 방송된 마츠모토 준 주연의 드라마 《김전일 소년의 사건 부》 (닛폰 TV)에서 2대째 사사키 류타 역을 연기했다.
- 2004년, 《제26회 올스타 감사제》 (TBS)에서 사상 최연소로 우승했다.
- 2015년 5월, 무대 《모두의 노래》 주연. 10월 15일, 쟈니즈 사무소 공식 홈페이지에 단독 페이지가 개설되어, 사실상 쟈니즈 Jr. 졸업이 되었다.

## 인물
- 호리코시 고등학교를 거쳐, 아세아 대학 경제학부를 졸업하였다.

## 출연

### 무대
- 뮤지컬 "MASK" (1999년 1월 6일 ~ 1999년 1월 31일, 닛세이 극장)
- PLAYZONE'00 THEME PARK (2000년 7월 16일 ~ 8월 20일, 아오야마 극장·오사카 페스티벌 홀)
- MILLENNIUM SHOCK (2000년 11월 2일 ~ 11월 26일, 제국 극장)
- SHOW 극·SHOCK (2001년 12월 1일 ~ 2002년 1월 27일, 제국 극장)
- PLAYZONE'03 Vacation (2003년 7월 14일 ~ 8월 6일, 아오야마 극장 / 8월 11일 ~ 8월 17일, 오사카 페스티벌 홀) - 고로 역 (니시키도 료의 대역)
- 아즈미~ AZUMI on STAGE~ (2005년 4월 3일 ~ 4월 26일, 메이지 좌) - 도요토미 히데요리 역
- 아즈미 ~ AZUMI RETURNS ~ (2006년 4월 1일 ~ 4월 16일, 메이지 좌 / 4월 29일 ~ 5월 4일, 우메다 예술 극장) - 도요토미 히데요리 역
- PLAYZONE'06 CHANGE (2006년 7월 9일 ~ 8월 5일, 아오야마 극장)
- 로미오와 줄리엣 (2009년 3월 4일 ~ 3월 29일, 도쿄 글로브 좌 / 2009년 4월 2일 ~ 4월 5일, 오사카 산케이 홀 블리제) - 티볼트 역
- 디즈니 라이브! "미키 & 미니의 스타를 찾아라!" (2011년 3월 19일 ~ 8월 31일, 전국 25개 도시에서 개최) - 라이브 MC
- 희극 "햄릿"& 비극?" 로젠 크란츠와 로젠크란츠와 길덴스턴은 죽었다" (2011년 5월 18일 ~ 5월 29일, 시부야 문화 종합 센터, 오오사쿠라 홀, 2011년 5월 31일, 기타 센주 극장 1010) - 햄릿 역
- 양지의 나무 (2012년 4월 13일 ~ 4월 23일, 도쿄 선샤인 극장 / 2012년 5월 4일 ~ 5월 20일, 오사카 신가부키 / 2012년 5월 24일 ~ 5월 27일, 나고야 주니치 극장)

### 무대 드라마
- 프리미엄 극장 (2012년 7월, NHK BS 프리미엄) 무대 "양지의 나무"

### 텔레비전 드라마
- 잠자는 숲 (1998년, 후지 TV)
- BOYS BE ... 제8회 "첫 데이트는..." (1998년, NTV)
- 열혈 연애도 제6회 "물병자리의 O형 BOY" (1999년, NTV)
- 무서운 일요일 제6회 "문앞" (1999년, NTV)
- 무서운 일요일~ 새로운 장~ (NTV)
  - 제1회 "엄마의 사진" (1999년 10월)
  - 제11회 「가족」집안에 사는 "또 하나" (1999년 12월)
- SPACE ANGEL 2001엔 우주의 여행 (2000년, NTV)
- 세상살이 원수천지 (2000년 ~ 2011년, TBS)
  - 세상살이 원수천지 5시리즈 (2000년 ~ 2001년)
  - 세상살이 원수천지 6시리즈 (2002년 ~ 2003년)
  - 세상살이 원수천지 7시리즈 (2004년 ~ 2005년)
  - 세상살이 원수천지 8시리즈 (2006년 ~ 2007)
  - 세상살이 원수천지 9시리즈 (2008년 ~ 2009년)
  - 세상살이 원수천지 10시리즈 (2010년 ~ 2011년)
- 무서운 일요일~ 2000~ 제21회 이계는 존재한다... (2000년 11월, NTV)
- 도둑 가족 (2000년 12월, NTV)
- 제니 겟츄! (2001년, NTV)
- 김전일 소년의 사건 부 (2001년, 일본 TV)
- 사상 최악의 데이트 (NTV)
  - 제9회 언니와 수영복 DE 데이트 (2001년 2월)
  - 제20회 마마보이 소년의 첫 데이트 (2001년 4월)
- 김전일 소년의 사건 부 (2001년, NTV)
- 연기자. "TRASHMASTAURANT" (2003년, 후지 TV)
- 순간 바람이 되어라 (2008년 2월·4일 밤 연속 방송, 후지 TV)
- 울지 않겠다고 결심한 날 (2010년 ~ 2010년, 후지 TV)
- 절대 울지 않겠다고 결심한 날~ 긴급 스페셜 (2010년 7월, 후지 TV)
- 더티 마마! 제9화 (2012년, NTV)
- 월요일 골든 (TBS)
  - 토츠가와 경부 시리즈 "47 아타미·유가와라 살인사건" (2012년 4월)
  - 의사 엔죠지 슈지 II "원한의 보수" (2012년 6월)
- 세상살이 원수천지 스페셜 (2012년 9월, TBS)
- 발레리노 형사 (2016년 1월 스페셜 드라마 NTV)

### 라디오
- 쟈니즈 주니어 월요일 (1999년 5월 ~ 10월, 분카 방송)
- 쟈니즈 주니어 DOKI2 애프터 스쿨 (1998년 4월 ~ 2002년 3월, 닛폰 방송)

### 넷 전달
- Johnny's Web 3개월 한정 메시지 (2010년 1월 ~ 3월, Johnny's Web 연재)

### 신문
- 닛칸 스포츠 연재 "Saturday 자니즈" (2010년 1월, 2011년 5월 21 일)

### 광고
- 시세이도 라스테아
- 파나소닉 무선 전화기

## 참가 유닛
- BIG (1998년 9월 ~ 10월)
- BBA 리더 (1998년 10월 ~ 1999년 9월)
- BAD (2001년)
- Four Tops (2002년 ~ 2003년 9월)
- 기획 유닛 BIG (하키 팀) (1998년 9월)
- J2000 (1999년 11월 ~ 2001년 6월)
- Marching J (2011년 4월 ~ 2012년 3월)